# Esercito Volontario per l'Indipendenza della Sicilia
L'Esercito volontario per l'indipendenza della Sicilia (EVIS), in siciliano Esèrcitu vuluntariu pâ nnipinnenza dâ Sicilia, fu una formazione paramilitare clandestina, creata da Antonio Canepa (conosciuto con lo pseudonimo Mario Turri), che ne fu il primo comandante, nel febbraio del 1945. Rappresentò la formazione armata separatista fiancheggiatrice del Movimento per l'Indipendenza della Sicilia.
Si prefiggeva da un lato il sabotaggio del governo italiano con azioni di guerriglia, dall'altro di imprimere al processo indipendentista siciliano una soluzione repubblicana. Alla sua costituzione, essendo clandestina, non verrà ufficialmente riconosciuta dal MIS.
Dopo l'arresto il 29 dicembre 1945 del suo ultimo "comandante", Concetto Gallo, si sciolse di fatto.

## Storia

### Nascita
Nel novembre del 1944, in seguito al primo congresso del Movimento Indipendentista Siciliano che si celebrò a Taormina (ME), in cui venne presa la decisione di utilizzare anche la lotta armata clandestina, anche sulla scorta di fatti di sangue, come ad esempio la strage del pane, avvenuta a Palermo nell'ottobre precedente, Andrea Finocchiaro Aprile incontrò a Catania il professor Antonio Canepa, reduce dall'esperienza in alta Italia come partigiano. L'EVIS nacque così nel febbraio 1945. come gruppo di lotta armata, ma anche primo nucleo di quello che sarebbe dovuto diventare l'esercito regolare di una futura Repubblica Siciliana.

### Lotta armata
Organizzato in gruppi, fu inizialmente formato da circa cinquanta giovani; si riuniva e operava in clandestinità, in particolare nella Sicilia orientale (con la testimonianza del primo campo d'addestramento localizzato a Cesarò).
Secondo l'avvocato separatista ed ex combattente dell'EVIS Michele Papa, il modello applicato era quello dell'Esercito popolare di liberazione dei partigiani jugoslavi, ma Canepa, improvvisato militare, non ne ebbe il tempo perché morì un paio di mesi dopo.
Canepa infatti, insieme a cinque compagni, fu intercettato il 17 giugno del 1945 da una pattuglia di tre carabinieri in contrada Murazzo Rotto vicino Randazzo (CT) e fu ucciso in un conflitto a fuoco insieme con altri due militanti. Con la sua morte, l'EVIS subì uno sbandamento.
Sempre secondo Papa, la strategia di Canepa, rivelatasi vincente in quanto permise agli evisti di ricevere l'amnistia in seguito allo scioglimento della formazione armata, era quella di attenersi strettamente alle convenzioni internazionali (in particolare la seconda convenzione dell'Aia) e di evitare le strade del terrorismo e del banditismo. I guerriglieri dell'EVIS portavano sempre le armi in vista e sfoggiavano una divisa identificativa (color kaki con un fazzoletto rosso-giallo).
Dopo la morte di Antonio Canepa, l'interim del comando fu affidato brevemente a un altro leader del Mis, Attilio Castrogiovanni, e dopo il suo arresto, a Concetto Gallo (pseudonimo Secondo Turri o Turri II). Gallo, con i vertici del Mis, sia i separatisti catanesi come Andrea Finocchiaro Aprile, legati ai nobili Guglielmo e Ernesto Paternò Castello di Carcaci e Paternò Castello - Marchese di San Giuliano, sia dell'ala palermitana, dove emergevano il barone Lucio Tasca Bordonaro d'Almerita, il barone Stefano La Motta di Monserrato e il principe Giovanni Alliata Di Montereale.
Contemporaneamente partecipò anche Calogero Vizzini, capo della cosca mafiosa di Villalba, il quale assoldò la banda dei "Niscemesi", guidata dal bandito Rosario Avila, che incominciò la guerriglia compiendo imboscate contro le locali pattuglie dei Carabinieri. In realtà dopo la morte di Canepa al posto dell'EVIS fu fondata la GRIS (Gioventù Rivoluzionaria per l'Indipendenza della Sicilia) ma i documenti ufficiali indicano genericamente EVIS le formazioni paramilitari separatiste.
Il 29 dicembre 1945 nelle montagne intorno a Caltagirone ci fu l'ultimo scontro a fuoco, detto battaglia di San Mauro, tra circa 60 militanti evisti e i reali carabinieri, insieme con militari della divisione Sabauda.
Il conseguente arresto di alcuni capi separatisti segnò la fine dell'offensiva separatista.

### Scioglimento
Dal gennaio 1946 le ultime formazioni eviste furono di fatto sciolte.
Nel maggio di quell'anno venne concessa l'autonomia speciale alla Sicilia, e gli evisti in carcere furono amnistiati e liberati.

## Comandanti
- Antonio Canepa (febbraio 1945-giugno 1945)
- Attilio Castrogiovanni, (giugno 1945-luglio 1945)
- Concetto Gallo, (agosto 1945 - gennaio 1946)